# Khaled El Bied
Khaled El Bied (ar. خالد البيض; ur. 24 sierpnia 1955) – marokański piłkarz grający na pozycji napastnika. W swojej karierze grał w reprezentacji Maroka.

## Kariera klubowa
Swoją karierę piłkarską rozpoczął w klubie FUS Rabat. Zadebiutował w nim w 1973 roku i grał w nim do 1991 roku. W latach 1973, 1974 i 1981 wywalczył z nim trzy wicemistrzostwa Maroka, a w latach 1973 i 1976 zdobył z nim dwa Puchary Maroka. W latach 1991–1993 grał w Shabab Al-Ahli Dubaj.

## Kariera reprezentacyjna
W 1980 roku El Bied został powołany do reprezentacji Maroka na Puchar Narodów Afryki 1980. Na tym turnieju rozegrał pięć meczów: grupowe z Gwineą (1:1), z Algierią (0:1) i z Ghaną (1:1), półfinałowy z Nigerią (0:1) i o 3. miejsce z Egiptem (2:0). Z Marokiem zajął 3. miejsce w tym turnieju.